# Osumacinta (kommun)
Osumacinta är en kommun i Mexiko.   Den ligger i delstaten Chiapas, i den sydöstra delen av landet, 700 km öster om huvudstaden Mexico City.
Följande samhällen finns i Osumacinta:
- Osumacinta
- Triunfo Agrarista
- Libertad Campesina
- Nueva Esperanza
- El Paraíso